# Kirkbyella
Kirkbyella is een monotypisch geslacht van uitgestorven ostracoden, dat leefde van het Midden-Ordovicium tot het Laat-Carboon. 

## Beschrijving
Deze een millimeter lange ostracode kenmerkt zich door de in omtrek bijna ovale en rechthoekige schaal met een versiering, die ofwel netvormig was of van putjes was voorzien. De schaal bestond uit twee gelijke kleppen, die waren voorzien van een centrale, dorsale inkeping.

## Soorten
- Kirkbyella (Berdanella) belli Copeland, 1989 †
- Kirkbyella (Berdanella) igesohni Becker, 1989 †
- Kirkbyella (Kirkbyella) bellipuncta (Van Pelt, 1933) Warthin, 1937 †
- Kirkbyella (Refrathella) bissousensis Groos-Uffenorde in Feist & Groos-Uffenorde, 1979 †
- Kirkbyella (Refrathella) struvei (Becker, 1967) Groos-Uffenorde in Feist & Groos-Uffenorde, 1979 †
- Kirkbyella annensis (Benson & Collinson, 1958) Green, 1963 †
- Kirkbyella aperta Kotschetkova, 1979 †
- Kirkbyella asiatica Kochetova, 1992 †
- Kirkbyella billingsi Copeland, 1974 †
- Kirkbyella bowensis Green, 1963 †
- Kirkbyella clara Kochetova, 1992 †
- Kirkbyella devonica (Gibson, 1955) Sohn, 1961 †
- Kirkbyella gutkei (Croneis & Bristol, 1939) Sohn, 1961 †
- Kirkbyella kossovoii Janes, 1986 †
- Kirkbyella obliqua (Coryell & Cuskley, 1934) Lundin, 1968 †
- Kirkbyella perplexa (Wilson, 1935) Sohn, 1961 †
- Kirkbyella quadrata (Croneis & Gutke, 1939) Sohn, 1961 †
- Kirkbyella reticulata Green, 1963 †
- Kirkbyella rhomboidalis Swartz & Swain, 1941 †
- Kirkbyella ricei Sohn, 1983 †
- Kirkbyella richardsoni Copeland, 1974 †
- Kirkbyella scapha Morey, 1935 †
- Kirkbyella sinuata Mikhailova, 1990 †
- Kirkbyella stewartae Sohn, 1961 †
- Kirkbyella sulcata Cooper, 1941 †
- Kirkbyella sylvaeana Gusseva, 1972 †
- Kirkbyella tora Stover, 1956 †
- Kirkbyella truncata Cooper, 1941 †
- Kirkbyella typa Coryell & Booth, 1933 †
- Kirkbyella unicornis Coryell & Malkin, 1936 †
- Kirkbyella verticalis (Coryell & Cuskley, 1934) Sohn, 1961 †